# 티머시 돌턴
티머시 돌턴(영어: Timothy Dalton, 1946년 3월 21일 ~ )은 웨일스에서 태어난 영국의 배우이다. 그의 부모는 잉글랜드인이다.

## 출연 작품

### 영화
- 《토이 스토리 4》 (2019년) - 미스터 프릭클팬츠 목소리 역
- 《팅커벨 4 : 날개의 비밀》 (2014년)
- 《투어리스트》 (2010년) - 존스 역
- 《토이 스토리 3》 (2010년) - 미스터 프릭클팬츠 목소리 역
- 《뜨거운 녀석들》 (2007년) - 사이몬 스키너 역
- 《루니 툰 - 백 인 액션》 (2003년) - 데미안 드레이크 역
- 《파이브 건스》 (2001년)
- 《메이드 맨》 (1999년) - 덱스 드리어 보안관 역
- 《인포먼트》 (1997년)
- 《프리티 레이디》 (1997년)
- 《바위섬 소동》 (1996년)
- 《네이키드 인 뉴욕》 (1994년)
- 《인간 로켓티어》 (1991년) - 싱클레어 역
- 《비애》 (1990년)
- 《007 살인면허》Licence  to Kill (1989년) - 제임스 본드 역
- 《007 리빙 데이라이트》 (1989년) - 제임스 본드 역
- 《동행자》 (1988년)
- 《샤넬》 (1988년) - 보이 카펠 역
- 《화가의 딸》 (1984년)
- 《제국의 종말》 (1980년)
- 《아가사》 (1979년)
- 《6인조》 (1978년)
- 《허가받은 살인》Permission to Kill (1975년) Charles Lord 역
- 《비운의 여왕 매리》 (1971년)
- 《보이어》 (1970년) - 마크 역
- 《풍운아 크롬웰》 (1970년)
- 《폭풍의 언덕》 (1970년)
- 《겨울의 라이온》 (1968년)